# Setier
Der Setier, auch Septier, war ein Volumenmaß in Frankreich und in der Schweiz. Das Maß war der Ware angepasst und regional oft kleiner (Agde, Straßburg). In Straßburg gab es den Stadt- und Landsetier. Im engen Sinn waren der Setier und der Muid nur Rechnungsmaße.
- Allgemein galt 1 Setier = 2 Mines = 4 Minots = 12 Boisseaux = 192 Litrons
- 1 Setier Holzkohle = 32 Boisseaux = 20.984,96 Pariser Kubikzoll = 416,2655 Liter
  - ½ Setier Holzkohle = 16 Boisseaux = 1 Voie (Fuhre/Sac) (ungleich dem Brennholzmaß Voie)
  - 1 Muid Holzkohle = 320 Boisseaux = 10 Setiers (Kohlensetier) = 41,62655 Hektoliter

Im gewöhnlichen Handel rechneten die Kaufleute einen Muid mit acht Kohlensetiers (256 Boisseaux).
- 1 Setier Weizen, Roggen, Gerste, Mehl, Hülsenfrüchte, Sämerei = 12 Boisseaux = 7869,36 Pariser Kubikzoll = 156,0996 Liter
  - 1 Muid Weizen = 144 Boisseaux = 12 Setiers (Weizensetier) = 18,73195 Hektoliter
- 1 Setier Hafer = 24 Boisseaux = 15738,72 Pariser Kubikzoll = 312,1991 Liter
  - 1 Muid Hafer = 288 Boisseaux = 12Setier (Hafersetier) = 37,4639 Hektoliter
- 1 Setier Salz = 16 Boisseaux = 10492,48 Pariser Kubikzoll = 208,1328 Liter
  - 1 Muid Salz = 192 Boisseaux = 12 Setiers (Salzsetiers) = 24,97593 Hektoliter